# 罗尔夫·格尔茨
罗尔夫·格尔茨（德語：Rolf Gölz，1962年9月30日—），德国男子自行车运动员。他曾代表西德参加1984年夏季奥林匹克运动会自行车比赛，获得一枚银牌和一枚铜牌。